# Nilus spadicarius
Nilus spadicarius là một loài nhện trong họ Pisauridae.
Loài này thuộc chi Nilus. Nilus spadicarius được Eugène Simon miêu tả năm 1897.